# Jurabjergene
Jurabjergene ligger i den nordlige del af Alperne på grænsen mellem Schweiz og Frankrig i området mellem floderne Rhinen og Rhône.
Den højeste top i Jurabjegene er Crêt de la Neige på 1.718 m. Syv mennesker omkom, da de prøvede at bestige den i 1940. Navnet på den geologiske periode Juratiden refererer til Jurabjergene.